# فرودگاه سرزمین لندن/چمپسکی
فرودگاه سرزمین لندن/چمپسکی (به انگلیسی: London/Chapeskie Field Airport) یک فرودگاه خصوصی است که یک باند فرود چمن دارد و طول باند آن ۶۱۰ متر است. این فرودگاه در شهر لندن (انتاریو) کشور کانادا قرار دارد و در ارتفاع ۲۸۳ متری از سطح دریا واقع شده است.